# Open Media Framework
Open Media Framework (OMF) oppure Open Media Framework Interchange (OMFI) è un formato di file multi piattaforma che permette l'interscambio di materiale digitale multimediale tra i diversi software ed applicazioni audio e video.
I file OMF si dividono in OMF 1 e OMF 2. I file OMF 2, più recenti, presentano maggiori affidabilità e sono più diffusi. Il formato memorizza i vari eventi audio e video in un determinato progetto in modo che la maggior parte delle impostazioni degli elementi multimediali come la posizione sulla linea temporale, i volumi e le automazioni possano essere ricreate su un altro software o su una piattaforma diversa.
Ad oggi molti software ed applicazioni prevedono l'importazione e l'esportazione di questo formato:
- Adobe Premiere CS4
- SONAR
- Cubase
- Final Cut Pro
- Logic Pro
- Nuendo
- Pro Tools
- Digital Performer
- SADiE
- Automatic Duck